# Liste der Bodendenkmäler in Leonberg (Oberpfalz)
Auf dieser Seite sind die Bodendenkmäler in der Oberpfälzer Gemeinde Leonberg zusammengestellt. Diese Tabelle ist eine Teilliste der Liste der Bodendenkmäler in Bayern. Grundlage ist die Bayerische Denkmalliste, die auf Basis des Bayerischen Denkmalschutzgesetzes vom 1. Oktober 1973 erstmals erstellt wurde und seither durch das Bayerische Landesamt für Denkmalpflege geführt wird. Die folgenden Angaben ersetzen nicht die rechtsverbindliche Auskunft der Denkmalschutzbehörde.

## Bodendenkmäler der Gemeinde Leonberg

### Bodendenkmäler in der Gemarkung Großensees
| Lage                  | Objekt                                | Akten-Nr.     | Bild |
| --------------------- | ------------------------------------- | ------------- | ---- |
| Großensees (Standort) | Mesolithische Freilandstation.        | D-3-6039-0047 |      |
| Großensees (Standort) | Frühneuzeitliche Wüstung Schmierhütte | D-3-6039-0117 |      |

### Bodendenkmäler in der Gemarkung Leonberg
| Lage                | Objekt | Akten-Nr.     | Bild |
| ------------------- | --- | ------------- | ---- |
| Leonberg (Standort) | Archäologische Befunde des Mittelalters und der frühen Neuzeit im Bereich der Katholischen Pfarrkirche St. Leonhard in Leonberg, darunter die Spuren von Vorgängerbauten bzw. älterer Bauphasen. | D-3-6039-0099 |      |

### Bodendenkmäler in der Gemarkung Pfaffenreuth
| Lage                    | Objekt | Akten-Nr.     | Bild |
| ----------------------- | --- | ------------- | ---- |
| Pfaffenreuth (Standort) | Frühneuzeitliche Wüstung Schmierhütte mit Pechofen. | D-3-6039-0045 |      |
| Pfaffenreuth (Standort) | Archäologische Befunde im Bereich des ehemaligen Hammerschlosses Altenhammer, ehemals ein spätmittelalterlicher und frühneuzeitlicher Eisenhammer.                                                                                         | D-3-6039-0100 |      |
| Pfaffenreuth (Standort) | Mittelalterlicher Grenz-Wallgraben. | D-3-6040-0028 |      |
| Pfaffenreuth (Standort) | Archäologische Befunde des Mittelalters und der frühen Neuzeit im Bereich der Katholischen Allerheiligenkirche bei Wernersreuth, darunter die Spuren von Vorgängerbauten bzw. älterer Bauphasen sowie einer abgegangenen Einsiedlerklause. | D-3-6040-0033 |      |